# Херцогство Мюнстерберг
Херцогството Мюнстерберг (на немски: Herzogtum Münsterberg), на полски: Księstwo Ziębickie; на чешки: Minstrberské knížectví; на латински: Ducatus Monsterbergensis) е силезийско херцогство от 1321 до 1791 г.

## История
Създава се през 1321 г. чрез разделяне на Херцогство Швидница. Основава се от херцог Болко II. До 1428 г. е управлявано от силезските Пясти и попада на короната на Бохемия.
От 1456 до 1569 г. е дадено с малки прекъсвания на Иржи от Подебради и неговите наследници и от 1654 до 1791 г. на графовете на Ауершперг. След Първата силиезийска война през 1742 г. то попада на Прусия. През 1791 г. е продадено на пруските Хоенцолерни за 450 000 флорини и през 1795 г. на Лудвиг Вилхелм фон Шлабрендорф.
Резиденцията му е в град Мюнстерберг, който е споменат за пръв път през 1234 г. (днес Жембице (Ziębice) във войводство Долна Силезия в Полша).